# آدم إيفانز
آدم إيفانز (بالإنجليزية: Adam Evans)‏ (3 مايو 1994 بدبلن في جمهورية أيرلندا - ) هو لاعب كرة قدم أيرلندي في مركز الوسط. شارك مع منتخب جمهورية أيرلندا تحت 20 سنة لكرة القدم. أما مع النوادي، فقد لعب مع نادي إنفرنيس ونادي بوهيميان ونادي بيرنلي وDroylsden F.C. ‏.

## وصلات خارجية
- آدم إيفانز على موقع قاعدة بيانات كرة القدم.إي يو (الإنجليزية)
- آدم إيفانز على موقع Soccerbase.com (لاعب) (الإنجليزية)
- آدم إيفانز على موقع Soccerway.com (الإنجليزية)